# Сюртівська сільська рада
Сюртівська сільська рада — колишній орган місцевого самоврядування у Ужгородському районі Закарпатської області. Адміністративний центр — село Сюрте.

## Загальні відомості
- Населення ради: 2 449 осіб (станом на 2001 рік)

## Історія
Закарпатська обласна рада рішенням від 3 лютого 2014 року в Ужгородському районі перейменувала Сюртянську сільраду на Сюртівську.

## Населені пункти
Сільській раді підпорядковані населені пункти:
- с. Сюрте

## Склад ради
Рада складається з 17 депутатів та голови.
- Голова ради: Пушкар Арпад Іванович

### Керівний склад попередніх скликань
| ПІБ                   | Основні відомості                                                               | Дата обрання | Дата звільнення |
| --------------------- | ------------------------------------------------------------------------------- | ------------ | --------------- |
| Пушкар Арпад Іванович | Сільський голова, 1960 року народження, освіта середня спеціальна, безпартійний | 26.03.2006   | 31.10.2010      |
| Пушкар Арпад Іванович | Сільський голова, 1960 року народження, освіта середня спеціальна, безпартійний | 31.10.2010   |                 |

Примітка: таблиця складена за даними джерела